# Toshio Ōta
Toshio Ōta (太田 敏夫, Ōta Toshio, 20 de març de 1919 - 21 d'octubre de 1942) va ser un as de caça japonès de la Segona Guerra Mundial. A principis de 1942, als 22 anys, volava un Mitsubishi A6M Zero amb el grup aeri Tainan, amb seu a Lae. Allà el jove suboficial de 1a classe es va convertir en un dels anomenats "Trío de neteja" d'asos japonesos, juntament amb els seus companys d'esquadra Saburo Sakai i Hiroyoshi Nishizawa.
La primera mort confirmada d'Ōta, d'un P-40E Warhawk de la Força Aèria de l'exèrcit nord-americà, va ser sobre Nova Guinea l'11 d'abril de 1942. Traslladat a Rabaul l'agost, va abatre quatre Wildcat en una missió. Ōta va resultar mort en una combat amb els Grumman F4F Wildcats del Cos de Marines dels Estats Units sobre Guadalcanal el 21 d'octubre, poc després d'haver abatut un Wildcat ell mateix. Es creu que el seu oponent victoriós és el tinent Frank C. Drury del VMF-212. A Ōta se li atribueixen 34 victòries en els sis mesos que van des d'abril fins a octubre de 1942, cosa que el converteix en el quart màxim as de la Marina Imperial Japonesa.
A la seva autobiografia, Sakai va descriure Ōta com a extravertit i amable, en contrast amb el més reservat Nishizawa, i va dir que hauria estat "més com a casa a un night-club " que a Lae.
| «              | Només puc pensar en Nishizawa i Ota com a pilots genials. No pilotaven els seus avions, formaven part del zero, com si estiguessin soldats amb la fibra del caça; un mecanisme automàtic que semblava funcionar com una màquina capaç de pensar amb intel·ligència. Es trobaven entre els millors pilots japonesos... Tots dos homes eren fidels a les seves funcions com a pilots de caça. Tot quedava subordinat a la seva funció de combat. | » |
| — Saburo Sakai | |   |